# 愛德華·I·德維特
愛德華·伊格內修斯·德維特（英語：Edward Ignatius Devitt，1840年11月26日—1920年1月26日）是一位加拿大裔美國牧師、耶稣会士與美國天主教會歷史學家。出生於加拿大新不倫瑞克省聖約翰，從小跟隨家庭遷居馬薩諸塞州波士顿，在进入聖十字學院學習之前就讀於該市的公立學校，德維特在該學院完成了兩年學業，此後1859年進入耶稣会。他在弗雷德里克新教士見習班與新建的伍德斯托克學院學習，期間還於华盛顿神学院短暫任教。畢業後在伍德斯托克聖十字會和乔治城大学任教授一職長達三十年時間。
令諸多耶穌會士爲之驚訝的是，德維特於1891年被任命爲波士顿学院副院長，年末晉升校長，他擔任校長一職長達三年之久。晚年擔任美國天主教會和馬里蘭殖民地歷史學家。1920年於喬治城大學逝世。

## 早年生平
愛德華·伊格內修斯·德維特1840年11月26日出生於現代加拿大聖約翰，他的父母是愛爾蘭天主教徒，出生後兩天便接受洗禮。當自己還是一位孩童時，德維特便跟隨自己的家庭前往美國波士顿北區定居。他的父親經常在北區教區的聖瑪麗教堂參與宗教活動，該教堂由約翰·麥克爾羅伊牧师領導之下的耶稣会管理。通過這種方式，德維特開始接觸宗教生活，尤其是耶穌會。
由於當時波士頓沒有天主教學校，所以德維特便在當地的公立學校完成學業，1857年從英格蘭高中畢業。然後進入聖十字學院學習，在會見馬里蘭基督教區教區長伯查德·維利格之前於該校完成了長達兩年的學習，接著遞交了加入天主教修會的申請，他的申請被修會通過。而後於1859年7月28日成爲耶稣会的一員，前往弗雷德里克的修道院見習。在見習期間，美國爆發了南北戰爭，學院多次被軍隊徵用為臨時醫院，而見習生和初學者則被命令去照料傷員。

### 施教及高等教育
1863年，德維特遷居华盛顿哥伦比亚特区，在那裏他成爲華盛頓修院（后成爲岡薩加學院的一部分）古典學與数学教授。林肯遇刺案發生之時他依然是修院的教授, 他與岡薩加學院高中的學生們一起參加了已故總統的出殯儀式。
德維特於1869年離開岡薩加學院高中，前往马里兰州伍德斯托克學院進行長達七年之久的哲学和天主教神学學習，成爲該校第一教學班的一名學員。1875年喜樂主日被詹姆斯·罗斯福·贝利大主教任命爲牧師；1877年至1879年擔任聖十字學院學科總長；1880年8月15日公開宣示了自己的第四誓願。

## 教學生涯
在接下來三十年之內，德維特分別在聖十字學院、伍德斯托克學院以及乔治城大学教授哲學。在伍德斯托克學院任教期間，他成爲了首位受學院委任為教職員工的校友，最終成爲教義神學系主任。他認爲教學一直是耶穌會的一項神聖使命。在其教學職業生涯中，他教授過的科目囊括古典學、數學、現代語言學、哲學還有科學。

### 波士頓學院院長
德維特擔任聖十字學院哲學教授期間，耶穌會會長托馬斯·J·坎貝爾每年均會對該校進行訪問。并在1891年1月6日訪問期間任命德維特為波士顿学院副院長，由於學院院長羅伯特·J·富爾頓病情的逐漸惡化，他將接任富爾頓承擔該校的管理工作。伍斯特和波士頓耶穌會均對此任命表示驚詫。最終由耶穌會縂會長安东·安德莱迪在1891年9月3日委派其為波士頓學院院長及校長。任期內學院圖書館藏書量增加了25%，科學系得到了擴增。學院文學期刊《尖笔》自1889年以來一直處於停刊狀態，1893年任内也恢復出版。德維特的校長任期於1894年7月16日結束，由蒂莫西·布羅斯納安接任。
1902年，德維特被推選為1902年罗马耶穌會總會行政官大會马里兰-纽约省代表。

### 歷史學家
德維特還被譽爲馬里蘭殖民地美國天主教會歷史的權威。儘管歷史最初只是他自己的一個興趣愛好，但德維特最終還是成爲了《伍德斯托克信函》雜志的一名編輯，該雜志由美國耶穌會出版。他成爲华盛顿哥伦比亚特区历史学会、马里兰历史学会以及美国天主教历史学会會員，並在最後者特別活躍。晚年於喬治城大學任教期間，他向大學圖書館捐贈了最爲全面的有關馬里蘭歷史的書籍之一。即使德維特有資深歷史學家之稱，他的寫作技能依然被自己的同事認爲不甚精湛。他還擔任了喬治城歷史檔案館的策展人。
德維特於1920年1月26日在喬治城大學逝世，逝世後被埋葬至耶穌會社區公墓。他生前最大的工作，即耶穌會馬里蘭-紐約省歷史研究在逝世之前依然沒有完工。由於其對歷史工作所作出的貢獻，德維特身後得到了來自美國天主教大學校長兼歷史學家托馬斯·沙漢的稱贊。

### 引文
1. ↑  Woodstock Letters 1921，第58頁
2. 1 2  Woodstock Letters 1921，第59頁
3. ↑   (PDF). Boston College Library.   [2020-02-18]. （原始内容存档 (PDF)于2018-06-14）.
4. 1 2  Woodstock Letters 1921，第60頁
5. 1 2 3  Woodstock Letters 1921，第61頁
6. ↑  Masterson 1920，第270頁
7. 1 2 3 4 5  Woodstock Letters 1921，第62頁
8. ↑  Mendizàbal 1972，第274頁
9. 1 2  . The Heights（英语：The Heights (newspaper)） 1 (9). 1920-01-30: 1, 4  [2020-02-18]. （原始内容存档于2016-09-24）.
10. ↑  Donovan, Dunigan & FitzGerald 1990，第94頁
11. ↑  Donovan, Dunigan & FitzGerald 1990，第99頁
12. 1 2  Woodstock Letters 1921，第63頁
13. ↑  Woodstock Letters 1921，第64頁

### 來源
- Donovan, Charles F.; Dunigan, David R.; FitzGerald, Paul A. . Chestnut Hill, Massachusetts: University Press of Boston College. 1990  [2020-02-18]. ISBN 0-9625934-0-0 –互联网档案馆.
- Masterson, Peter V. . Records of the American Catholic Historical Society of Philadelphia. 1920-12, 31 (4): 261–275. JSTOR 44254222.
- Mendizàbal, Rufo.  [Catalogue of the Dead]. 1972: 245–274  [2020-02-18]. （原始内容存档于2020-02-18） –Jesuit Archives （拉丁语）.
- (PDF). 伍德斯托克信函（英语：Woodstock Letters）. 1921-02, 50 (1): 58–64  [2020-02-18]. （原始内容存档 (PDF)于2020-02-18） –Jesuit Archives.

## 外部鏈接
- 在Find a Grave上的Eduardus I Devitt

| 學術機關職務             | 學術機關職務                  | 學術機關職務               |
| ------------------------ | ----------------------------- | -------------------------- |
| 前任者： 罗伯特·J·富尔顿 | 第9任波士頓學院校長 1891–1894 | 繼任者： 蒂莫西·布罗斯纳安 |